# Europese Akte
De Europese Akte is een document dat op 17 en 28 februari 1986 in respectievelijk Luxemburg-stad en Den Haag is getekend door de toenmalige twaalf lidstaten van de Europese Gemeenschappen. Het is in werking getreden op 1 juli 1987.
De akte was het antwoord van de gezamenlijke Europese lidstaten op de economische crisis van de jaren zeventig en het relatieve verval ten opzichte van de meer dynamische Amerikaanse en Japanse economieën. De Europese besluitvorming werd efficiënter ingericht. Het verdrag effende het pad voor de interne markt: het vrije verkeer van goederen, personen, diensten en kapitaal werd mogelijk door het opheffen van belemmeringen die tot dusverre hadden gegolden tussen de lidstaten. De Akte was een voortzetting van de ambities die in het Verdrag van Rome (1957) was vastgelegd. De Europese Akte geldt als een sleutelmoment in de recente Europese geschiedenis omdat het een einde maakte aan de ogenschijnlijke stilstand waar het integratieproces sinds de jaren zeventig mee kampte 9de zogenoemde eurosclerose). Jacques Delors, voorzitter van de Europese Commissie, was de grote man achter de Euro Akte. Hij zou in de periode 1988-1992 ook een van de grote mannen achter het Verdrag van Maastricht (1992) worden, het Verdrag waarmee de Europese Gemeenschap ophield met bestaan en plaats maakte voor de Europese Unie.
De Europese Akte bestaat uit twee gedeelten:
1. Het wijzigde op verschillende punten de drie communautaire verdragen (het Verdrag van Parijs en de beide Verdragen van Rome).
2. Onder de naam Europese Politieke Samenwerking (EPS) werd voorzien in het samenwerkingsverband voor de coördinatie van de buitenlandse politiek, de directe voorloper van het Gemeenschappelijk Buitenlands en Veiligheidsbeleid (GBVB) van de Europese Unie. Bovendien werd het feitelijk bestaan van de Europese Raad juridisch erkend.

Het doel van het verdrag was wetten van de lidstaten verder te harmoniseren en de barrières tussen lidstaten op het gebied van handel en het vrije verkeer van personen op te heffen, waardoor de concurrentiepositie van de lidstaten zou toenemen. De lidstaten stelden zich tot doel om op uiterlijk op 1 januari 1993 de Europese interne markt te realiseren, maar dat is niet volledig gelukt. Het verdrag dat de interne markt mogelijk moest maken en de Europese Unie zou opzetten, het Verdrag van Maastricht, bouwde voor een groot deel voort op wat met de Europese Akte bereikt was.

## Tijdlijn
|                          |                                        |                                                          |                                                          |                                                          |                                                          |                           |                           |                    |      |          |      |
| 1948                     | 1952                                   | 1958                                                     | 1967                                                     | 1987                                                     | 1993                                                     | 1993                      | 1999                      | 2002               | 2003 | 2009     | 2011 |
| Brussel                  | EGKS                                   | EEG / Euratom                                            | Fusieverdrag                                             | Europese Akte                                            | EU-Verdrag                                               | EU-Verdrag                | Amsterdam                 |                    | Nice | Lissabon |      |
|                          |                                        |                                                          | Europese Gemeenschap voor Kolen en Staal (EGKS)          |                                                          |                                                          |                           |                           |                    |      |          |      |
|                          |                                        | Europese Gemeenschap voor Atoomenergie (EURATOM)         |                                                          |                                                          |                                                          |                           |                           |                    |      |          |      |
|                          | Europese Economische Gemeenschap (EEG) | Europese Economische Gemeenschap (EEG)                   | → P Ĳ L E R S →                                          |                                                          | Europese Gemeenschap (EG)                                | Europese Gemeenschap (EG) | Europese Gemeenschap (EG) | Europese Unie (EU) |      |          |      |
|                          | ↑Europese Gemeenschappen↑              | ↑Europese Gemeenschappen↑                                | ↑Europese Gemeenschappen↑                                | Justitie & Binnenlandse Zaken (JBZ)                      | Europese Gemeenschap (EG)                                | Europese Gemeenschap (EG) | Europese Gemeenschap (EG) | Europese Unie (EU) |      |          |      |
|                          |                                        | Politiële & justitiële samenwerking in strafzaken (PJSS) | → P Ĳ L E R S →                                          |                                                          |                                                          |                           |                           | Europese Unie (EU) |      |          |      |
|                          | Europese politieke samenwerking (EPS)  | Gemeenschappelijk buitenlands & veiligheidsbeleid (GBVB) | Gemeenschappelijk buitenlands & veiligheidsbeleid (GBVB) | Gemeenschappelijk buitenlands & veiligheidsbeleid (GBVB) | Gemeenschappelijk buitenlands & veiligheidsbeleid (GBVB) |                           |                           | Europese Unie (EU) |      |          |      |
|                          | Europese politieke samenwerking (EPS)  |                                                          |                                                          |                                                          |                                                          |                           |                           | Europese Unie (EU) |      |          |      |
| West-Europese Unie (WEU) |                                        |                                                          |                                                          |                                                          |                                                          |                           |                           | Europese Unie (EU) |      |          |      |
|                          |                                        |                                                          |                                                          |                                                          |                                                          |                           |                           |                    |      |          |      |